# 肉豆蔻酸甲酯
肉豆蔻酸甲酯（英語：methyl myristate）是一种有机化合物，化学式C15H30O2，可见于瑞香、北美金縷梅、芥菜等物种。